# Ljusnarsberg
Ljusnarsberg is een Zweedse gemeente in Örebro län. Het is de meest noordelijk gelegen gemeente in de provincie. Ze heeft een totale oppervlakte van 634,6 km² en telde 5188 inwoners in 2007.

## Plaatsen
- Kopparberg
- Ställdalen
- Bångbro
- Hörken
- Ställberg
- Högfors
- Basttjärn
- Yxsjöberg
- Silverhöjden